# Fritz Lehmann
Fritz Lehmann (Mannheim, 17 mei 1904 – München, 30 mei 1956) was een Duits dirigent.
Fritz Lehmann studeerde van 1918 tot 1921 aan de Muziekhogeschool te Mannheim. Vooral zijn uitvoeringen van Bach zijn bekend. Hij werd slechts 52 jaar oud.
- Biblioteca Nacional de España: XX1141583
- Bibliothèque nationale de France: cb13896503p (data)
- Gemeinsame Normdatei: 118972162
- International Standard Name Identifier: 0000 0000 8094 4191
- Library of Congress Control Number: nr90002554
- Nationale Bibliotheek van Letland: 000145092
- MusicBrainz: 6f7ad74c-7fee-4232-8a18-e0473b95d0e9
- Nationale Bibliotheek van Tsjechië: xx0165102
- Nationale Bibliotheek van Israël: 987007434037905171
- Nationale Bibliotheek van Polen: a0000002604954
- Istituto Centrale per il Catalogo Unico: TO0V028881
- SNAC: w66m6sgz
- Système universitaire de documentation: 087931524
- Virtual International Authority File: 14958751
- WorldCat: E39PBJh4vdRmW38RW39kM6vyh3